# مارکو فرری
مارکو فرری (ایتالیایی: Marco Ferreri; ۱۱ مهٔ ۱۹۲۸ – ۹ مهٔ ۱۹۹۷) کارگردان، فیلم‌نامه‌نویس و بازیگر اهل ایتالیا بود.
از فیلمهایش دفتر خاطرات یک دیوانه، دیلینجر مرده است، خانه لبخندها، شکم‌چرانی بزرگ، طبقه هفتم و بای‌بای میمون را می‌توان نام برد.